# Souad Boulaich El Hajraoui
Souad Boulaich el Hajraoui (en arabe : سعاد بولعيش الحجراوي) est une femme politique marocaine. 
Elle a été élue députée de la circonscription Fahs-Anjra, lors des élections législatives marocaines de 2016 avec le Parti de la justice et du développement. Elle fait partie du groupe parlementaire du même parti, et elle est membre active de la Commission des secteurs productifs.
Elle est, par ailleurs, présidente du groupe d'amitié Maroc-Hongrie,.